# Beit Shemesh
Beit Shemesh (tiếng Hebrew: בֵּית שֶׁמֶשׁ,; tiếng Hy Lạp: Βαιθσαμυς; tiếng Latinh: Bethsames) là một thành phố của Israel. Thành phố Beit Shemesh thuộc quận Jerusalem. Thành phố này có diện tích km2, dân số là 80.000 người Lịch sử Beit Shemesh có từ thời tiền sử còn thành phố Beit Shemesh được thành lập năm 1950.

## Thành phố kết nghĩa
Beit Shemesh kết nghĩa với:
- Cocoa, Florida, Hoa Kỳ
- Hàng Châu, Trung Quốc
- Nordhausen, Đức
- Nottingham, Anh, Vương quốc Anh
- Ramapo, New York, Hoa Kỳ
- Split, Croatia